# Васьков Олексій Іванович
Олексій Іванович Васьков (1905, село Безопасне Донської волості Кубанської області, тепер Ставропольського краю, Російська Федерація — 1959, тепер Російська Федерація) — радянський державний діяч, секретар ЦК КП(б) Киргизії, 1-й секретар Фрунзенського обласного і міського комітетів КП(б) Киргизії, 1-й секретар Карачаєво-Черкеського обласного комітету КПРС. Депутат Верховної ради СРСР 4-го скликання.

## Біографія
Член ВКП(б) з 1928 року.
У 1938—1939 роках — завідувач сільськогосподарського відділу Краснодарського крайового комітету ВКП(б).
У 1939—1940 роках — слухач Вищої партійної школи при ЦК ВКП(б).
У 1940—1941 роках — заступник завідувача сільськогосподарського відділу ЦК КП(б) Киргизії.
До вересня 1941 року — секретар Іссик-Кульського обласного комітету КП(б) Киргизії з кадрів.
У вересні 1941 — 1943 року — 1-й секретар Фрунзенського обласного і міського комітетів КП(б) Киргизії.
У 1943 році — секретар ЦК КП(б) Киргизії із тваринництва. У 1943—1944 роках — заступник секретаря ЦК КП(б) Киргизії із тваринництва.
У 1944 — 8 грудня 1945 року — секретар ЦК КП(б) Киргизії із кадрів.
У 1945—1948 роках — 1-й секретар Невинномиського районного комітету ВКП(б) Ставропольського краю.
У 1948—1949 роках — завідувач відділу партійних, профспілкових та комсомольських органів Ставропольського крайового комітету ВКП(б).
У 1949 — січні 1952 року — секретар Ставропольського крайового комітету ВКП(б).
У січні 1952 — січні 1957 року — 2-й секретар Ставропольського крайового комітету КПРС.
У січні — грудні 1957 року — 1-й секретар Карачаєво-Черкеського обласного комітету КПРС Ставропольського краю.
У грудні 1957 — 1959 року — директор Ставропольської крайової партійної школи.

## Нагороди
- орден Леніна
- два ордени Трудового Червоного Прапора
- медалі